# Parafia św. Stanisława i Matki Bożej Częstochowskiej w Wieruszowie
Parafia Świętego Stanisława Biskupa i Męczennika w Wieruszowie – parafia rzymskokatolicka należąca do dekanatu Wieruszów diecezji kaliskiej. Została erygowana w 1982 i jest najmłodszą parafią w mieście. Mieści się przy ulicy Warszawskiej. Parafia liczy 6020 wiernych.

## Historia
Parafia została wydzielona z parafii Zesłania Ducha Świętego w Wieruszowie. Erygowana 17 czerwca 1982 roku przez bpa Stefana Barełę. W 1983 roku wzniesiono tymczasową kaplicę, natomiast kościół wybudowano w latach 1986–1991. Świątynia została konsekrowana w 2000 roku. 

## Proboszczowie
- ks. prał. Henryk Orszulak (1982–2022)
- ks. Łukasz Przybyła (od 1 sierpnia 2022 roku)

## Zasięg parafii
Do parafii należą wierni z miejscowości: Chobanin, Górka Wieruszowska, Grześka, Pieczyska, Polesie, Wieruszów.